# Língua yavitero
O yavitero é uma língua extinta da família linguística arawak falada na Venezuela.
Os dialetos historicamente registrados são o pareni e o yavitero.